# Maiorka (Voloske), Dnipro
Maiorka (în ucraineană Майорка, în germană Mariental/Marienfeld) este un sat în comuna Voloske din raionul Dnipro, regiunea Dnipropetrovsk, Ucraina. Satul a fost locuit de germanii pontici.  

## Demografie
Componența lingvistică a localității Maiorka
     Ucraineană (86,67%)
     Rusă (10%)
     Alte limbi (3,33%)
Conform recensământului din 2001, majoritatea populației localității Maiorka era vorbitoare de ucraineană (86,67%), existând în minoritate și vorbitori de rusă (10%).